# Scoliacma fuscofascia
Scoliacma fuscofascia là một loài bướm đêm thuộc phân họ Arctiinae, họ Erebidae.